# Dvořákovo nábřeží
Dvořákovo nábřeží na Starém Městě v Praze prochází u pravého břehu Vltavy od ulice Na Rejdišti vedle Čechova mostu ke Štefánikovu mostu. Nazváno je podle světoznámého českého skladatele Antonína Dvořáka (1841–1904). Nábřeží je součást protipovodňové ochrany Prahy, v etapě 0001 v letech 1999–2000 tu umístili mobilní stěny, které při povodni v roce 2002 ochránily Staré Město před zaplavením. U Čechova mostu je přístaviště lodí firmy Prague Boats s.r.o., která je největší provozovatel lodní dopravy v Praze, a proto je při Dvořákově nábřeží možné vidět víc lodí a parníků než u nábřeží ostatních.

## Průběh
Dvořákovo nábřeží začíná na křižovatce ulic Na Rejdišti a Alšovo nábřeží. Končí po asi 950 metrech u Štefánikova mostu a ulice pokračuje jako Nábřeží Ludvíka Svobody. Je orientováno přibližně z východu na západ. Na severní straně ho lemuje řeka Vltava na straně jižní pak zástavba a zeleň. Mezi ulicemi Na Rejdišti a náměstím Curieových (Čechův most) je ulice jednostranně průjezdná. Od tohoto místa dál po Štefánikův most je pak provoz obousměrný, místy i ve dvou pruzích po obou stranách.
Na svém počátku začíná ulice nábřeží křižovatkou. Na sever se dá sjet na náplavku, na západ pokračovat do garáží pod náměstí Jana Palacha a na jih do ulici Na Rejdišti. To je také jediná trasa, kterou může automobil projet bez omezení. Mezi ulicí Na Rejdišti a Břehová se postupně na severní straně propadá terén k řece, na jihu jsou to budovy konzervatoře a Fakulty Jaderné Fyziky ČVUT. Za ulicí Břehovou ve směru náměstí Curieových je to pak Právnická fakulta Univerzity Karlovy. V místě konce budovy je světelná křižovatka, na sever je Čechův most na jih ulice Pařížská a 17. listopadu. Ulice zde křižuje tramvajovou trať vedoucí po mostě a po ulici 17. listopadu. Po obou stranách mostu je pěší přístup po schodech na náplavku. Za náměstím pokračuje brutalistní hotel President a poté na jih ulice Dušní. Napravo je vidět kostel sv. Šimona a Judy bývalého kláštera milosrdných bratří a následuje nemocnice Na Františku. Zde je též semafor umožňující pěším přechod a autům odbočit do ulice Kozí. Pokračuje vpravo zeleň a souběžná ulice Na Františku, za kterou se nachází Anežský klášter se sbírkami Národní galerie.
Je zde vidět zbytek staroměstského opevnění. Na sever je vjezd (s povolením) na náplavku. Na křižovatce ulici Dvořákovo nábřeží, Na Františku a Klášterská je další světelná křižovatka a nábřežní ulice se přimyká severněji k řece a klesá pod Štefánikův most. Napravo nahoře na ulici Na Františku je vidět budova Ministerstva průmyslu a obchodu. Zde u paty mostu je další nájezd na náplavku.
Nedaleko nemocnice Na Františku se nachází autobusová zastávka linky 207 nazvaná Nemocnice Na Františku.

## Historie a názvy
Část nábřeží se jmenovala „Sanytrová dolejší“, protože patřila k Sanytrové ulici, dnešní ulici 17. listopadu. Od roku 1904 má celé nábřeží název „Dvořákovo nábřeží“. Jiné části v okolí nemocnice Na Františku, se říkalo Na Františku. Tento název po vystavění vyvýšené ulice nábřeží, přešel na ulici pod ním.
V listopadu 2016 pražský magistrát schválil rekonstrukci nábřeží v části mezi Čechovým a Štefánikovým mostem. V plánu je obnova vozovky, chodníků a parku.

## Budovy, firmy a instituce
- Pražská konzervatoř – Dvořákovo nábřeží 2 a Na Rejdišti 1, sídlí tam i Divadlo na Rejdišti[9]
- Právnická fakulta Univerzity Karlovy – Dvořákovo nábřeží 6, náměstí Curieových 7[10]
- Nemocnice Na Františku a klášter milosrdných bratří
- Anežský klášter
- budova Ministerstva průmyslu a obchodu
- Prague Boats s.r.o. – Dvořákovo nábřeží, nástupiště č. 3[11]
- Intergroup Praha – Dvořákovo nábřeží 6, výlety lodí po Vltavě[12]
- restaurace loď Pivovar – Dvořákovo nábřeží, kotviště číslo 19[13]

## Galerie

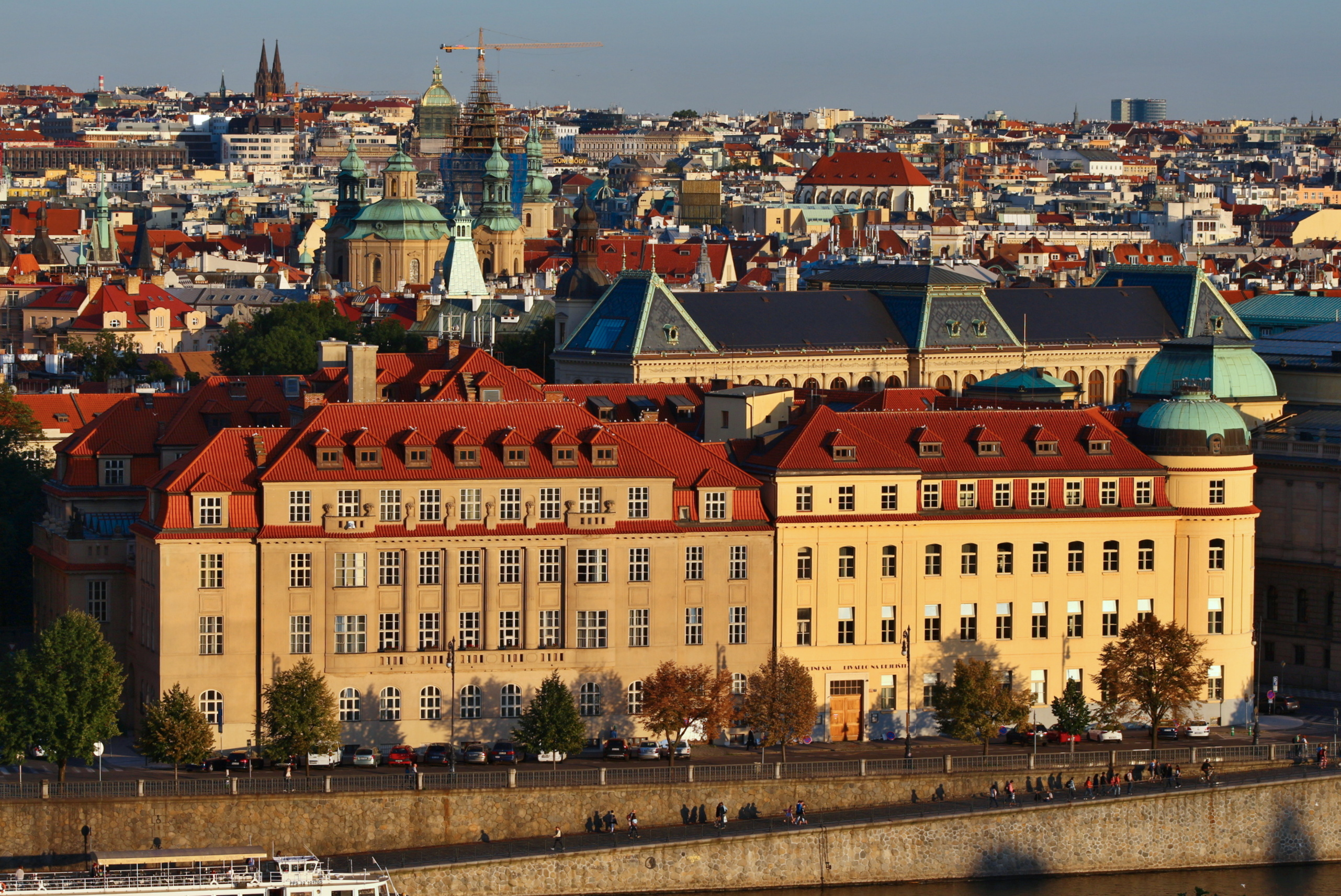
Dvořákovo nábřeží s budovou Pražské konzervatoře
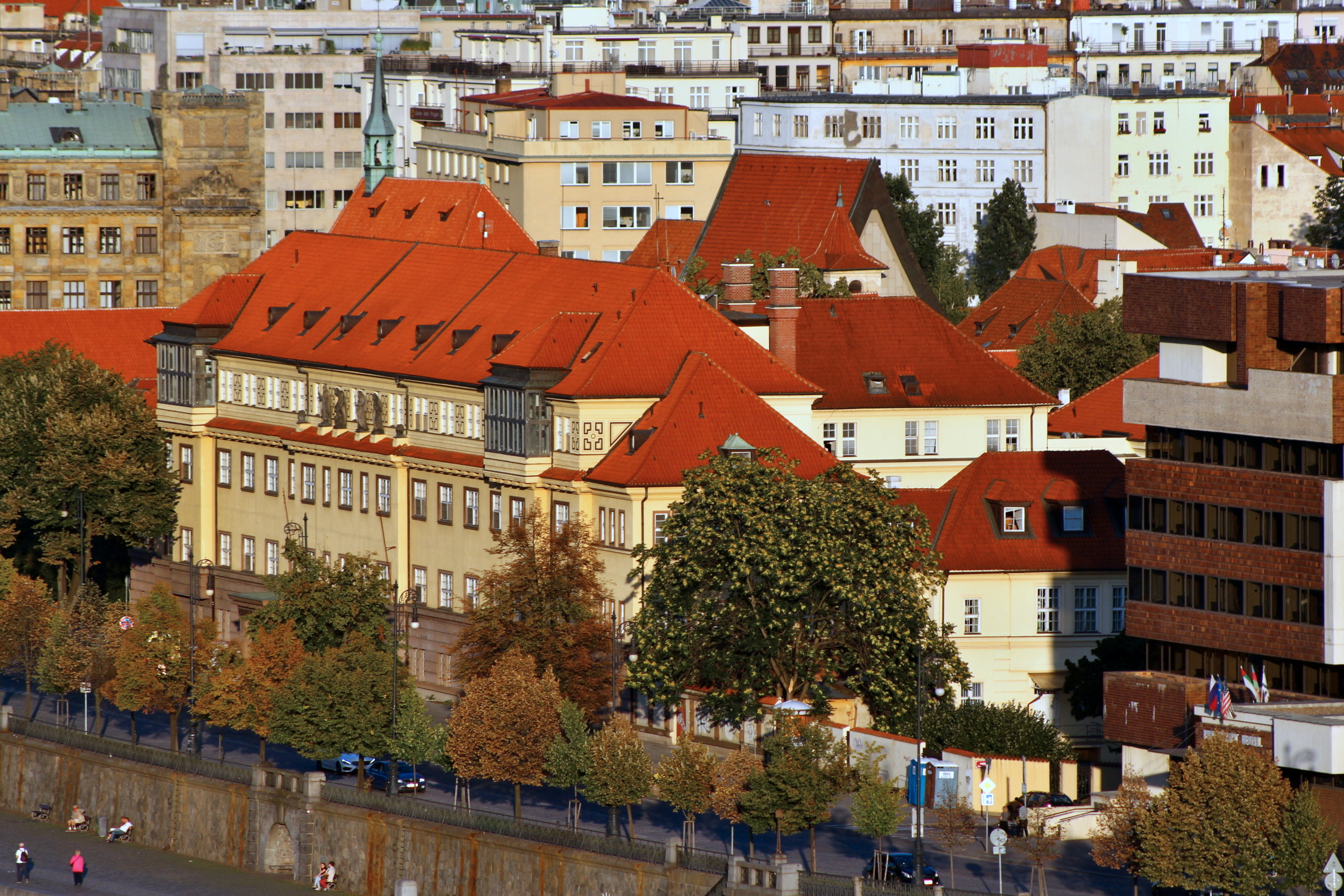
Pohled na nábřeží s nemocnicí Na Františku
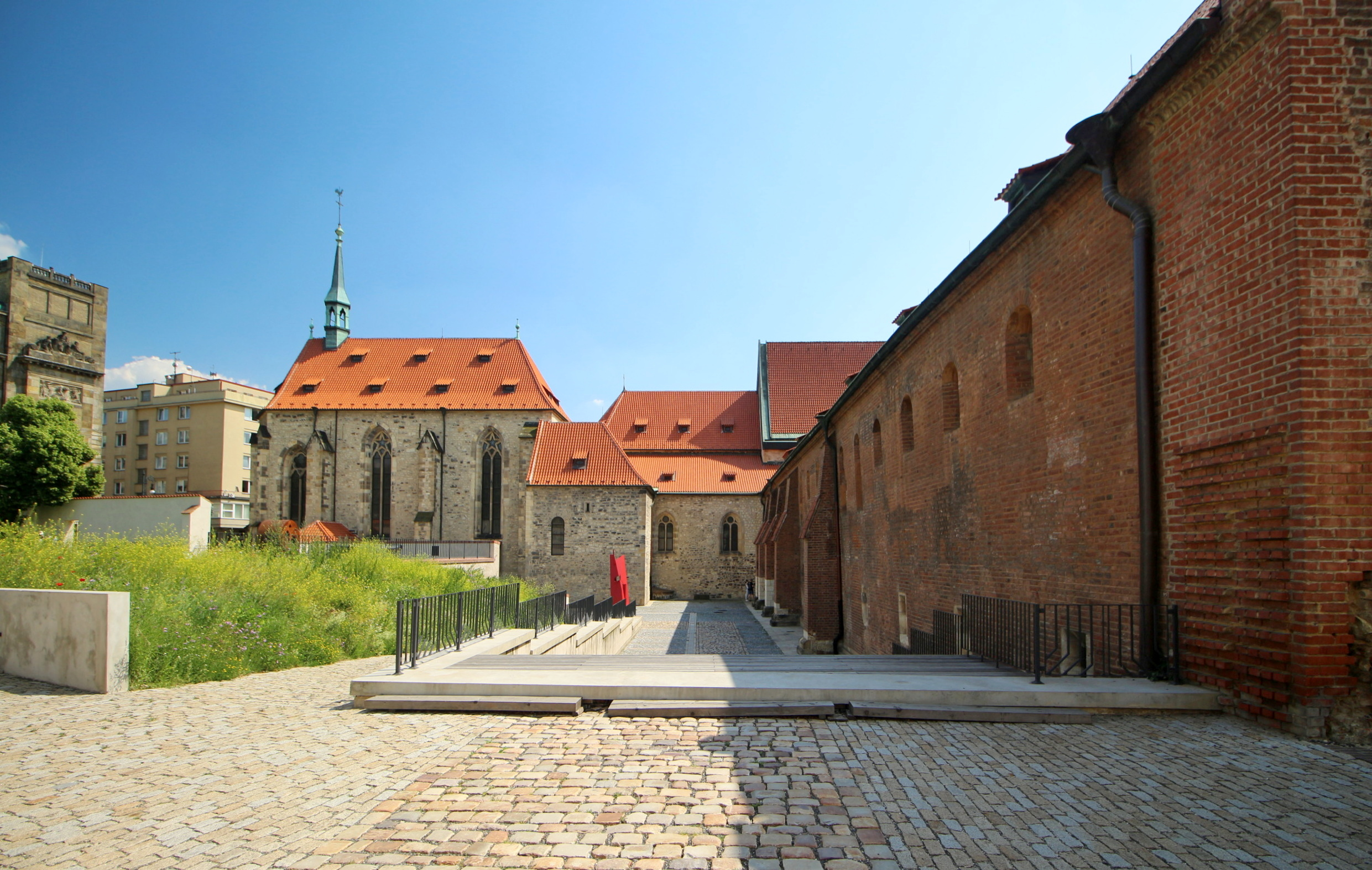
Anežský klášter
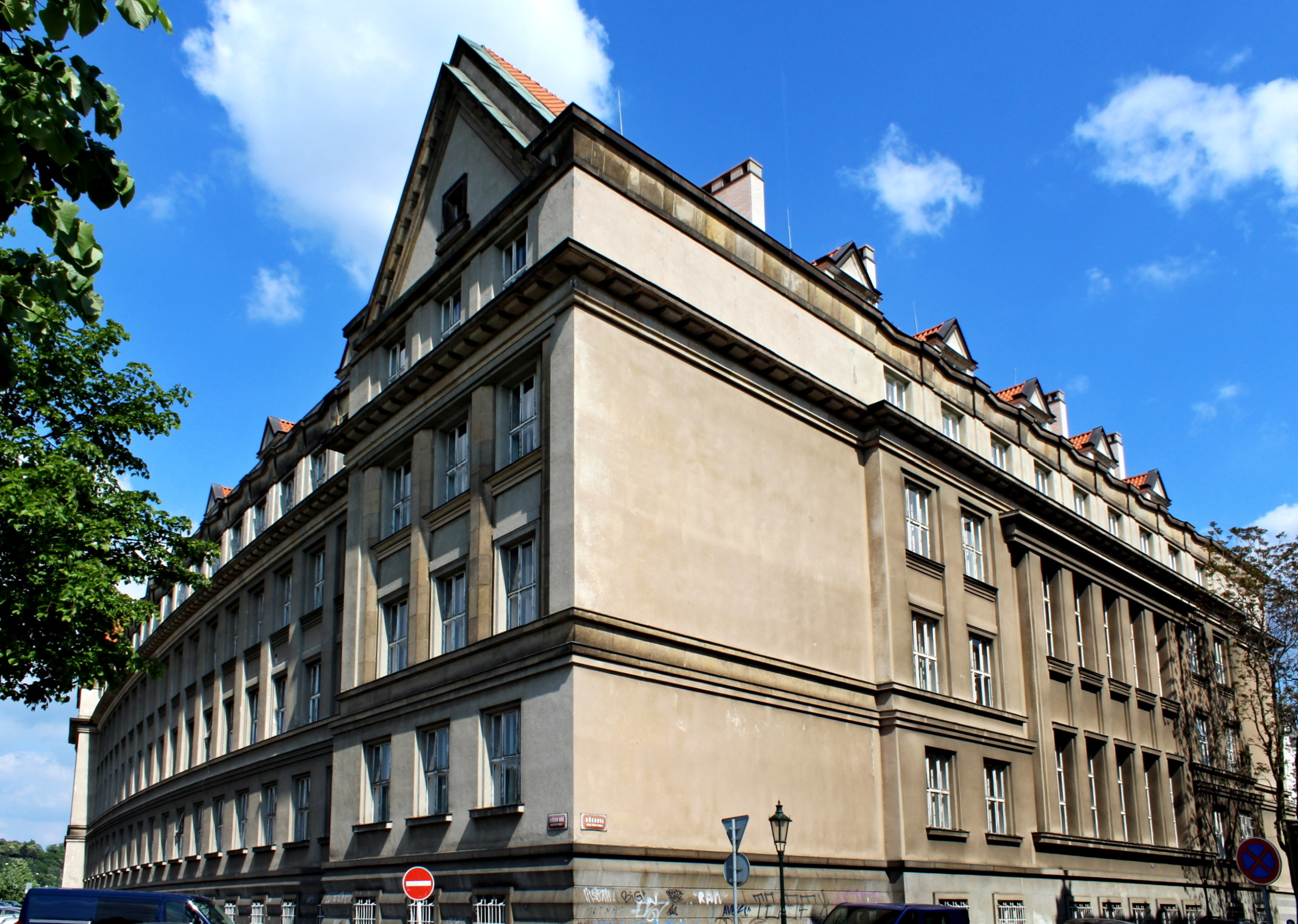
Budova Právnické fakulty UK
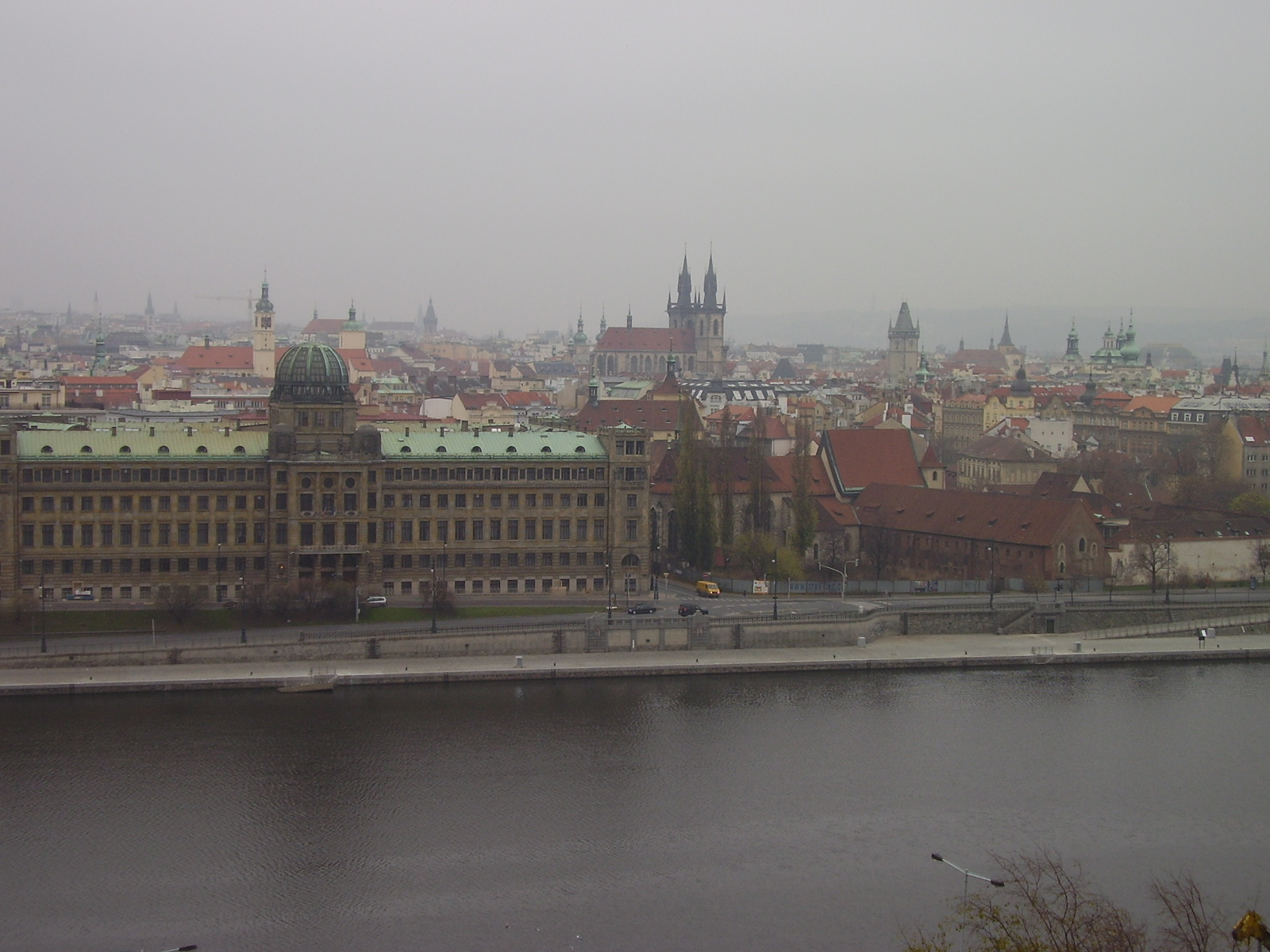
Nábřeží před Anežským klášterem a Ministerstvem průmyslu a obochdu (vlevo)
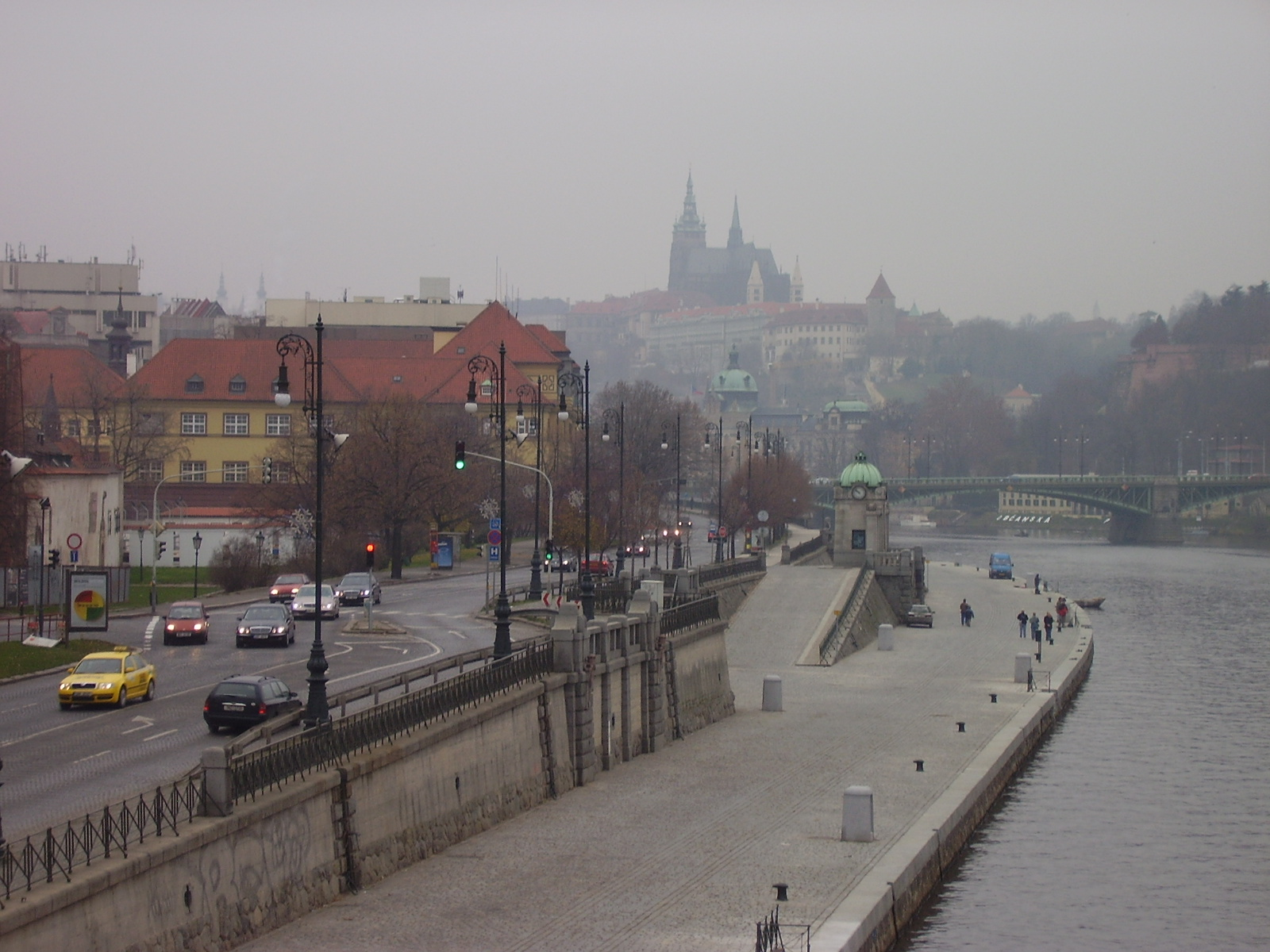
Světelná křižovatka Dvořákovo nábřeží x Na Františku x Klášterská
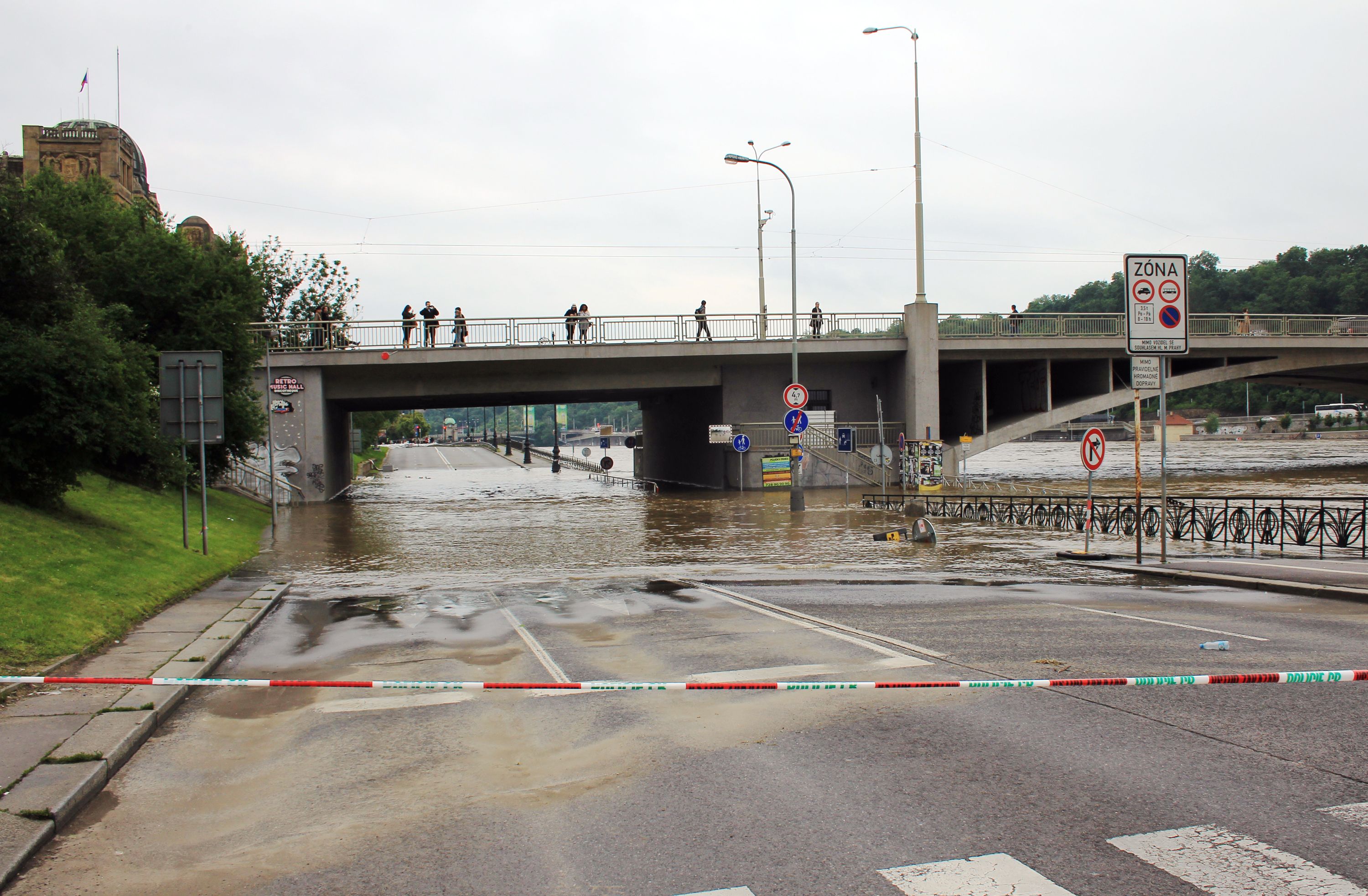
Nábřeží za Štefánikovým mostem při povodních 2013